# Томары
Томары, также Томорки — малороссийский дворянский род казацкого происхождения, восходящий к греческому купцу Ивану Томорке Мокуляеву, поселившемуся в XVII веке на Левобережье Днепра. От прозвища Томорка была образована фамилия Томара. Иван Мокуляев женился на дочери черниговского казацкого полковника Якова Лизогуба, от которой у Ивана родилось трое сыновей — Степан, Василий и Парфён.
Степан Иванович Томара (1660—1715) — дослужился до полковника Переяславского полка. По линии Степана Томары известен ряд видных политических деятелей Российской империи: Его правнук Василий Степанович Томара был русским дипломатом, проявившим себя в Турции и на Кавказе, учился у Сковороды, дружил с Капнистом и Жозефом де Местром. Другой видный потомок: Лев Павлович (родился в 1839 г.), вице-губернатор Харьковской губернии (01.04.1879-11.07.1880); губернатор Смоленской губернии (11.07.1880-22.11.1881); губернатор Волынской губернии (22.11.1881-30.05.1885); губернатор Киевской губернии (30.05.1885-09.04.1898), камергер, тайный советник, сенатор.
Василий Иванович Томара — был на службе у гетмана Самойловича, служил сотником в Переяславе (1695—1697), затем перешёл в Черниговский полк, где был сотником (1714—1715), затем судьёй (1715—1720) и наказным черниговским полковником (1715—1726). Василий Томара особенно отличился в Северной войне на русской службе в противостоянии с гетманом Мазепой.
Парфён Иванович Томара — был на службе в Переяславском полку, погиб в Крымской войне.
Род Томара внесен в VI часть родословных книг Полтавской и Херсонской губерний.

## Описание герба
В щите, имеющем голубое поле изображены: длинный золотой крест, над ним серебряная шестиугольная звезда и внизу креста серебряная же луна, рогами обращённая вверх.
Щит увенчан дворянскими шлемом и короной. Нашлемник: Намёт на щите голубой, подложенный серебром. Щитодержатели: два журавля. Под щитом девиз: DUCIT ALIT SALVET. Герб рода Томар внесён в Часть 8 Общего гербовника дворянских родов Всероссийской империи, стр. 113.